# Tsuneko Okazaki
Tsuneko Okazaki (岡崎 恒子?) (Prefectura de Aichi, 7 de junio de 1933) es una científica japonesa conocida por descubrir e investigar los fragmentos de Okazaki, junto con su marido Reiji Okazaki.
Los fragmentos de Okazaki han contribuido a explicar la replicación del ADN. La doctora Okazaki ha continuado su relación con la academia, contribuyendo con más avances en la investigación del ADN.
Graduada en la Universidad de Nagoya en 1956, Tsuneko Okazaki fue la primera mujer profesora en la universidad japonesa de Nagoya, y actualmente es profesora en el Instituto Médico de la Universidad Fujita. En el año 2000 recibió el Premio L'Oréal-UNESCO a Mujeres en Ciencia, que se concede anualmente a cinco científicas distinguidas, una por cada continente.

## Formación
Tsuneko Okazaki nació en la prefectura de Aichi, en Japón, en 1933. Estudiaba sexto grado cuando terminó la II Guerra Mundial en 1945. La nueva constitución japonesa permitía a las mujeres estudiar en las mismas facultades que los hombres y Okazaki formó parte de la primera generación de mujeres que ejerció ese derecho. Durante sus años de carrera estudió biología en la Escuela de Ciencias de la Universidad de Nagoya. Obtuvo su doctorado por la Universidad de Nagoya 1956, el mismo año en el que conoció a su Reiji Okazaki. Se casaron ese mismo año y poco después unieron sus trabajos de investigación y laboratorios.

## Descubrimiento de los Fragmentos de Okazaki

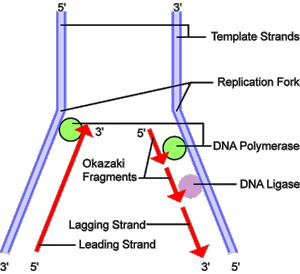
Diagrama de la replicación de ADN donde se pueden observar los fragmentos de Okazaki.

Las primeras investigaciones de Tsuneko y Reiji Okazaki se centraban en la síntesis del ADN y las características de nucleótidos característicos en huevos de rana y erizos de Mar. Este trabajo les llevó a descubrir el nucleósido timidina-difosfato rhamnosa, descubrimiento que les abrió las puertas a poder trabajar en los Estados Unidos. Trabajaron en las universidades de Washington y Stanford en los laboratorios de J. L. Strominger y Arthur Kornberg, respectivamente, donde disponían de muchos más recursos para continuar con sus trabajos. Años más tarde, tras largas investigaciones en EE. UU. y Japón, en 1968, Tsuneko y Reiji publicaron sus impactantes descubrimientos sobre los fragmentos de Okazaki en la revista Proceedings of the National Academy of Sciences of the United States of America. Tras la temprana muerte de su marido en 1975 (debida a la leucemia que le provocó la bomba de Hiroshima), Tsuneko continuó con sus estudios y avances en demostrar la estructura del primer de ARN asociado a los fragmentos de Okazaki.

## Otras investigaciones
Tsuneko ha continuado participando en diferentes proyectos de investigación, principalmente investigando la estructura y funcionamiento del ADN. Ha sido jefa de laboratorio, supervisora académica de estudiantes, y como asesora de proyectos de investigación. En concreto sus investigaciones se han centrado en el descubrimiento de la actividad reguladora de la transcripción del hGCMa en la placenta, posiblemente relacionada en la expresión de múltiples genes específicos. Contribuyó al descubrimiento de cómo la proteína B del centrómero en humanos induce posicionamientos traslacionales de nucleosomas en secuencias α-satélite. Trabajó en la descripción de la regulación genómica de HLA-G y cómo la presencia del gen silenciador LINE1 podría explicar la expresión limitada de HLA-G. También contribuyó a investigar con ratones con características del síndrome de Down para comprender la relación que existe entre genotipo y fenotipo en humanos con este síndrome.